# Jean Kambanda
Jean Kambanda (* 19. Oktober 1955) ist ein ehemaliger ruandischer Politiker der Partei Mouvement démocratique républicain (MDR). Während des Völkermordes von 1994 war er Premierminister Ruandas. Er ist der erste und einzige ehemalige Regierungschef, der sich seit der Einführung des Verbots des Völkermordes durch die Vereinten Nationen 1951 dieses Verbrechens schuldig bekannt hat.

## Leben

### Beruf
Kambanda hat einen akademischen Abschluss als Wirtschaftsingenieur. Er begann seine Karriere bei der United Popular BPR Bank und stieg zum Vorsitzenden der Bank auf.

### Premierminister
Am 9. April 1994, zwei Tage nachdem die ehemalige Premierministerin Agathe Uwilingiyimana ermordet worden war, wurde Kambanda Premierminister. Der Posten des Premierministers in der Übergangsregierung war der Oppositionspartei MDR versprochen worden. Kambanda bekam das Amt anstelle des ursprünglich vorgesehenen Kandidaten Faustin Twagiramungu. Dabei übersprang er mehrere Ebenen in der Parteihierarchie. Er war zuvor stellvertretender Vorsitzender des MDR-Ortsvereins in Butare gewesen.
Während des Völkermordes verbreitete Kambanda Aufforderungen zur Gewalt, er sagte zum Beispiel: „Völkermord ist im Kampf gegen den Feind gerechtfertigt.“ Er blieb über die 100 Tage des Völkermordes bis zum 19. Juli 1994 im Amt. Nach seinem Rücktritt floh er aus dem Land.

### Verurteilung
Kambanda wurde am 19. Juli 1997 in Nairobi verhaftet und dem Internationalen Strafgerichtshof für Ruanda (ICTR) übergeben. Das Gericht beschuldigte ihn der Verbreitung von Waffen und Munition in Butare und Gitarama mit dem Wissen, dass diese Waffen für Massaker an Zivilisten eingesetzt wurden.
Am 4. September 1998 wurde er vom ICTR zu lebenslanger Haft verurteilt. Er wurde folgender Verbrechen für schuldig befunden:
- Völkermord und Zustimmung zum Völkermord
- öffentliche Aufforderung zum Völkermord
- Unterstützung des Völkermordes
- Unterlassung seiner Aufgabe als Premierminister, den Völkermord zu verhindern
- Verbrechen gegen die Menschlichkeit in zwei Fällen

Am 19. Oktober 2000 wurde das Urteil im Berufungsverfahren bestätigt. Kambanda ist zurzeit in Mali inhaftiert.